# Parazonium
Ein Parazonium (von altgriechisch παραζώνιος parazṓnios, deutsch ‚an der Seite des Gürtels hängend‘) ist ein römischer Dolch griechischen Ursprungs mit einer spitz zulaufenden Klinge. Er wurde in der römischen Legion vor allem vom Offiziersstab als Zweitwaffe neben dem Gladius verwendet und war der Vorläufer des Pugios.

## Aussehen

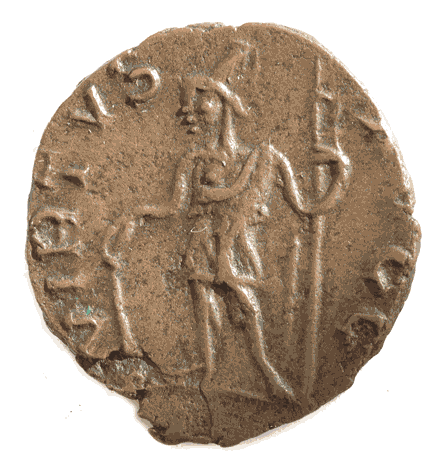
Münze mit einer Abbildung von Virtus mit Speer und Parazonium.

Das Parazonium war etwa einen halben Meter lang und sein Griff war oft mit einer künstlerischen Verzierung ausgestattet, wie z. B. einem Tierkopf. Seine Klinge war spitz zulaufend. Ansonsten glich er dem später gebräuchlichen Pugio.

## Geschichte
Das Parazonium kam in Griechenland ca. 500 v. Chr. auf, wo es auch schon als handlicher Dolch verwendet wurde. Zu Popularität kam die Waffe allerdings erst, als sie in der damaligen römischen Armee eingeführt wurde. Zunächst wurde sie von Legionären und Offizieren als Zweitwaffe verwendet, dann kam der Militärgürtel auf, bei dem für Legionäre jeweils das Schwert auf der rechten und der Dolch auf der linken Seite getragen wurde (Bei Offizieren war es umgekehrt). Im 2. Jh. v. Chr. kam dann der Pugio auf und löste das Parazonium ab. Nur bei Centurionen wurde er noch einige Zeit als Rangabzeichen verwendet. Nach dem Dritten Punischen Krieg gilt die Waffe als abgelöst.
Vor allem in der römischen und griechischen Mythologie hat dieser Dolch eine große Bedeutung, man findet ihn immer wieder bei Abbildungen der Virtus oder des Kriegsgottes Mars.